# Bob Geldof
Sir Robert 'Bob' Frederick Zenon Geldof, (Dún Laoghaire, Irska, 5. listopada 1951.) irski je glazbenik.
Roditelji su mu bili irskog i belgijskog podrijetla. Išao je na Blackork College, u blizini Dublina. Prije osnivanja sastava "The Boomtown Rats", radio je kao glazbeni novinar u tjedniku Georgia Straight u Vankuveru. Vratio se u Irsku i postao pjevač sastava Boomtown Rats 1978. godine. Njihov prvi singl bio je "Rat Trap", a drugi daleko poznatiji "I Don't Like Mondays". The Boomtown Rats su bili poznati kao punk/new wave grupa u Ujedinjenom Kraljevstvu od osnivanja 1977. do raspada 1986. godine.
Bob Geldof je vjerojatno najpoznatiji po organiziranju koncerta Live Aid za oprost dugova afričkim državama. Kada je vidio dokumentarni film o siromaštvu u Etiopiji, otputovao je u Afriku. Odmah po povratku u Englesku okupio je najveće engleske pop zvijezde pod imenom Band Aid i snimio najprodavaniji britanski singl svih vremena – "Do They Know It's Christmas?". 
Dana 13. lipnja 1985. organizirao je ponovno humanitarni koncert Live Aid. Koncerti u Londonu i Philadelphiji, održani su u isto vrijeme. Bob Geldof je nagrađen titulom "Sir" od engleske kraljice Elizabete. Životopis Boba Geldofa je postala najprodavanija knjiga u Engleskoj.
Poslije raspada sastava Boomtown Rats, Bob Geldof započinje solo karijeru. Njegov prvi album "Deep in the Heart of Nowhere" naginjao je više tradicionalnom rocku nego zvuk Boomtown Rats-a. Gost na albumu bio je Eric Clapton.
U ljeto 2005. godine organizira koncert "Live8" koji je održavan u 8 gradova istovremeno. Na koncertu su nastupali i izvođači s Live Aid-a ali i neke nove zvijezde. Tri milijarde ljudi je događaj pratilo preko TV-a.
Poslije smrti Michaela Hutchencea, Bob Geldof i njegova supruga Paula Yates usvajaju Hutchenceovu kćer iz veze s Paulom Yates. 